# Ferdinando Carlo Antonio d'Asburgo-Lorena
Ferdinando Carlo Antonio Giuseppe Giovanni Stanislao d'Asburgo-Lorena, arciduca d'Austria e duca di Brisgovia e Ortenau (Castello di Schönbrunn, 1º giugno 1754 – Vienna, 24 dicembre 1806), era il quattordicesimo figlio di Maria Teresa d'Austria e dell'imperatore Francesco I di Lorena.
Fu governatore di Milano dal 15 ottobre 1771 al 21 maggio 1796, facendo costruire la Villa Reale di Monza.

## Biografia

### Infanzia

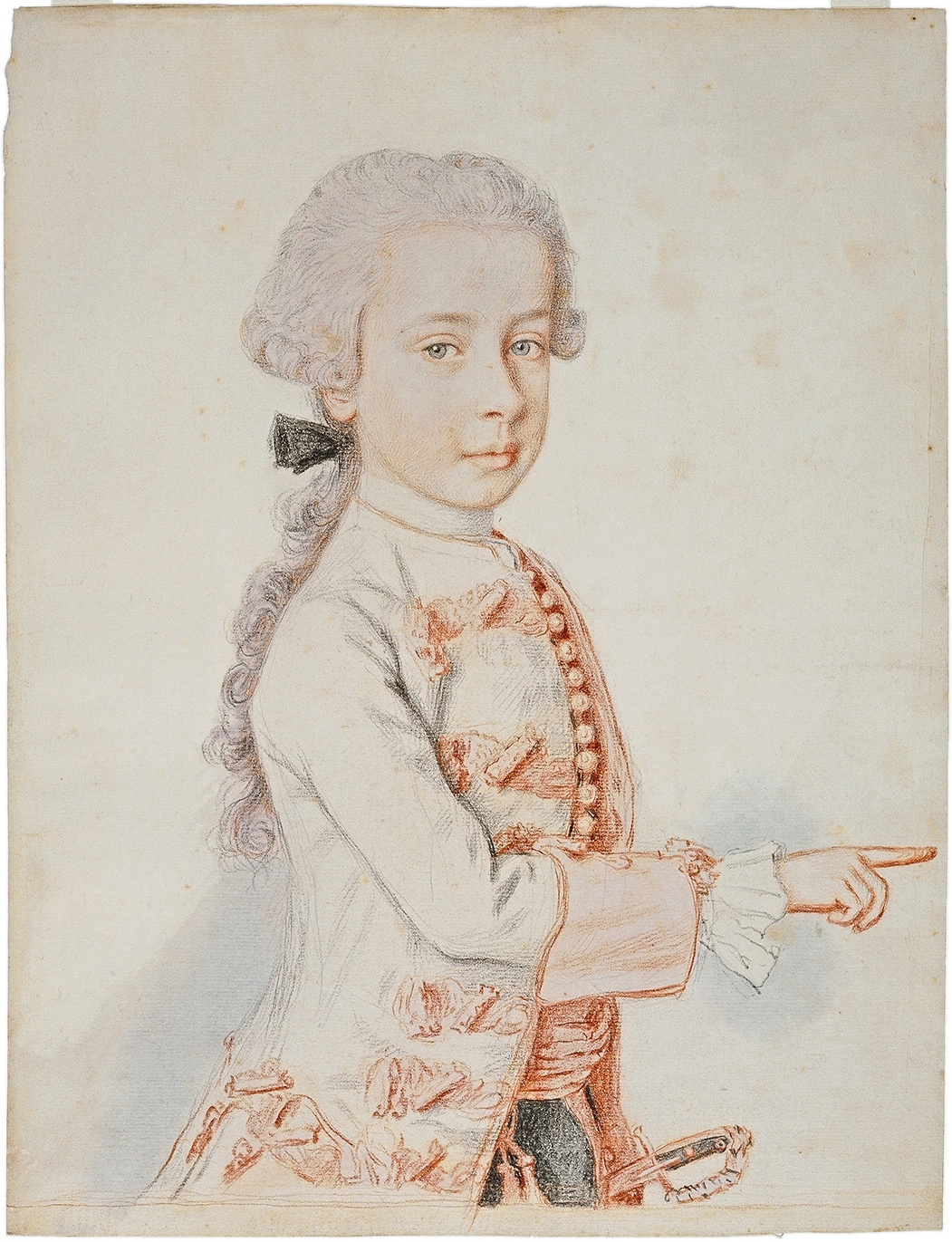
Ferdinando d'Asburgo-Lorena all'età di 8 anni, ritratto a sanguigna e carboncino di Jean-Étienne Liotard

Ferdinando nacque al castello di Schönbrunn a Vienna, quarto figlio maschio e quattordicesimo figlio dell'imperatore Francesco I e di Maria Teresa d'Austria.
Quando era ancora un ragazzino, lui e il fratello Massimiliano si dice che abbiano ricevuto in regalo dal padre delle macchine per coniare monete, perché imparassero ad apprezzare il valore del denaro e la fatica per procurarsene.
I figli maschi di Maria Teresa ebbero come precettore Carlo Antonio Martini, illuminista da lei molto apprezzato.

### Trattative matrimoniali
Ferdinando, a partire dalla giovanissima età di nove anni, divenne una pedina importante della politica matrimoniale portata avanti da Maria Teresa e da Francesco I, grazie ai sedici figli messi al mondo, la maggioranza dei quali arrivati fino all'età adulta. Il piccolo Ferdinando, in particolare, fu promesso nel 1763 a Maria Beatrice d'Este, ultimo rampollo della blasonata casata regnante sul ducato di Modena e Reggio, che era anche, per via materna, erede del ducato di Massa e Carrara. A Modena invece era in vigore la legge salica che impediva alle donne di ereditare, e il duca Francesco III, il cui unico figlio sopravvissuto Ercole Rinaldo aveva a sua volta in vita la sola Maria Beatrice e non conviveva più con la moglie, mirava a evitare che il suo Stato, in quanto feudo imperiale diventato vacante, potesse essere reincamerato sic et simpliciter dall'Impero. Proprio nello stesso modo, quasi due secoli prima, il ducato di Ferrara, feudo papale e possesso principale degli Este, era stato reincamerato dallo Stato Pontificio una volta diventato vacante per l'estinzione della linea principale della famiglia. Una nuova casata nata dall'incrocio tra Este e Asburgo-Lorena (che controllavano l'Impero), poteva essere la soluzione buona per tutti.
La coppia imperiale cercava per parte sua, più che di estendere territorialmente i propri stati, di trovare una sistemazione governativa di vertice ai figli maschi, assicurando alle femmine matrimoni del più alto livello nel quadro della politica delle alleanze. Nell'ipotesi considerata dalla coppia per la successione, il primo erede maschio per età era ovviamente destinato a succedere a Maria Teresa nei domini aviti degli Asburgo, ed al padre come imperatore; per il secondo era disponibile il granducato di Toscana (previa la trasformazione di esso in una secondogenitura); il terzo, in mancanza di titoli sovrani adeguati, sarebbe diventato semplicemente governatore di Milano.
Le convergenti aspirazioni della corte imperiale e di quella di Modena portarono nel 1753 alla stipula di un trattato che, da una parte, prometteva Maria Beatrice al terzo degli eredi Asburgo-Lorena, l'arciduca Pietro Leopoldo, dall'altra prevedeva che Francesco III designasse lo stesso arciduca come proprio successore per l'investitura imperiale a duca di Modena e Reggio una volta che la linea maschile degli Este si fosse esaurita. Per intanto, Francesco avrebbe coperto ad interim la carica di governatore di Milano, in attesa di passarla al genero dopo le nozze. L'anno successivo Francesco assunse effettivamente la carica.
Nel 1761, però, morì di vaiolo il secondo degli eredi maschi degli Asburgo-Lorena, l'arciduca Carlo Giuseppe (che, fra l'altro, era già stato promesso all'infanta di Spagna Maria Luisa di Borbone) e questo determinò la necessità di una sorta di scivolamento in avanti del progetto di successione divisato dalla coppia imperiale. Pietro Leopoldo fu, in un certo senso, promosso alla posizione del defunto Carlo Giuseppe, ivi compresa la prospettiva di matrimonio spagnolo, e si dovette però contestualmente rivedere il patto concluso con gli Este. Nel 1763, a dispetto della veemente opposizione del padre di Maria Beatrice, fu stipulato un nuovo accordo che si limitava in pratica a sostituire il nome di Ferdinando (impegno di matrimonio incluso) a quello di Pietro Leopoldo. Il nuovo fidanzato aveva quattro anni meno della sua promessa sposa. Su pressione degli Asburgo, quest'ultima fu presto trasferita a Milano alla corte del nonno governatore e quivi allevata sotto la supervisione dalla di lui amante e poi moglie morganatica, Renata Teresa contessa d’Harrach e vedova Melzi (1721-1788), la quale era stata direttamente prescelta dall'imperatrice Maria Teresa. Solenni sponsali furono celebrati nel palazzo ducale di Milano il 26 aprile 1766, alla presenza tra gli altri, oltre che di Francesco III, del plenipotenziario asburgico in Lombardia, Carlo Giuseppe di Firmian, e dei genitori della promessa sposa, al petto della quale, come segno della «parola data ed accettata», la contessa d'Harrach appese il ritratto del giovanissimo Ferdinando.

### Matrimonio
Nel gennaio del 1771 la Dieta Imperiale di Ratisbona ratificò la futura investitura di Ferdinando e, il 15 ottobre successivo, la coppia si sposò dando così origine alla nuova dinastia degli Austria-Este.
Per festeggiare il matrimonio a Milano, il 15 ottobre venne rappresentata la prima dell'opera Il Ruggiero di Johann Adolf Hasse ed il 17 ottobre ci fu la prima dell'Ascanio in Alba di Mozart, su libretto di Giuseppe Parini.
Francesco III cedette all'arciduca il governatorato di Milano, che egli aveva tenuto ad interim dal 1754. La linea d'Austria-Este continuerà per due ulteriori generazioni a detenere il titolo ducale di Modena. Non avendo però l'ultimo duca Francesco V eredi maschi, la denominazione passò a un altro ramo della casa di Asburgo, al quale apparteneva l'arciduca Francesco Ferdinando d'Austria-Este, erede al trono di Francesco Giuseppe d'Austria, il cui assassinio a Sarajevo, il 28 giugno 1914, provocherà lo scoppio della prima guerra mondiale.

### Governatore di Milano

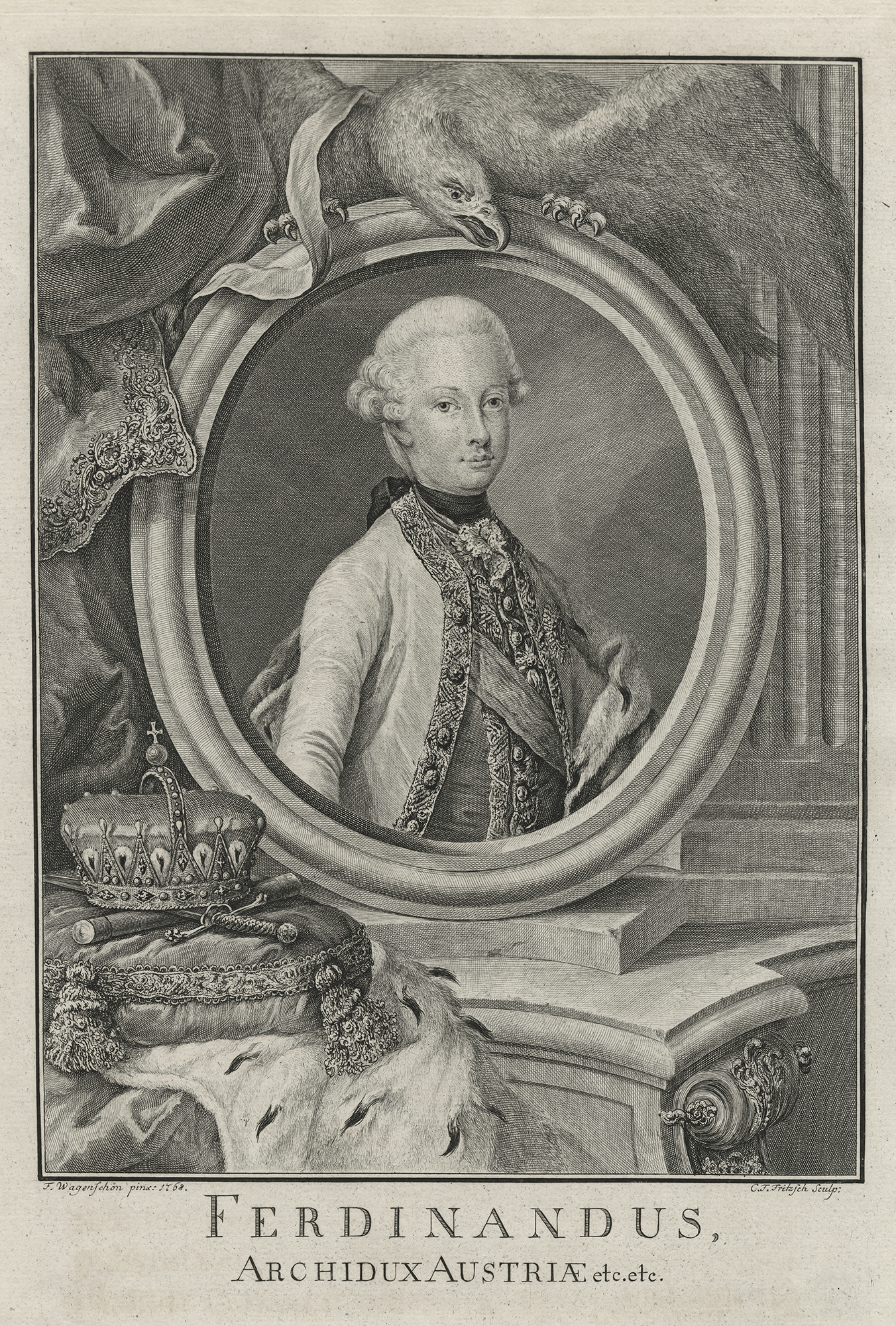
L'arciduca Ferdinando Carlo in una stampa d'epoca

Egli diede mano alla ristrutturazione del Palazzo Reale a partire dal 1773, risiedendo durante i lavori a Palazzo Clerici, che lasciò solo nel 1778 a lavori ultimati. L'arciduca affidò il progetto a Giuseppe Piermarini, con la supervisione di Leopold Pollack.
Dopo l'incendio nel 1776 del Teatro Regio Ducale di Milano (che si trovava annesso al Palazzo Reale), Ferdinando si fece promotore della costruzione del Teatro alla Scala (1778) e del Teatro della Cannobiana (1779), affidandone i progetti sempre al Piermarini.
Nel 1777 l'imperatrice ordinò la costruzione della Villa Reale di Monza quale residenza estiva per la coppia arciducale, in sostituzione della Villa Alari di Cernusco sul Naviglio, utilizzata fino a quel momento.
Ferdinando cercò comunque di imporre il proprio potere a Milano con la creazione di una piccola corte personale.
Nel 1772 Ferdinando era stato nominato Feldmaresciallo del Sacro Romano Impero, ma, secondo le istruzioni impartitegli dalla madre, egli non avrebbe mai dovuto interessarsi agli affari di governo, né disturbare il lavoro dei funzionari austriaci che portavano avanti gli affari dello stato.

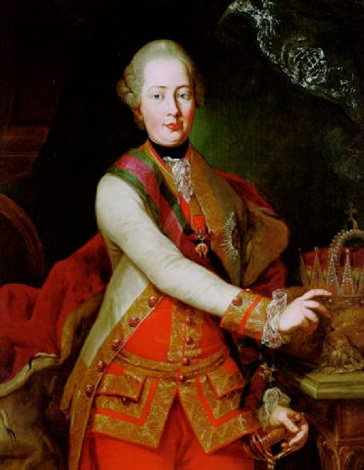
Ferdinando d'Austria in un ritratto di Martin van Meytens

La sua mansione, dunque, era quella di dedicarsi unicamente agli obblighi di rappresentanza, esibendo il proprio rango aristocratico.
Maria Teresa, infatti, era preoccupata per la debolezza e lo scarso talento politico del figlio. Gli scrisse circa seicento lettere per rimproverarlo della sua condotta e per dargli consigli perché diventasse un modello per i suoi sudditi. Era infatti idea dell'imperatrice che il sovrano dovesse incarnare tutte le virtù perché il popolo potesse trarne esempio di condotta e ammirazione.
Anche alla nuora, nei cui confronti nutriva un affetto sempre crescente, inviò molte lettere, sperando che ella potesse influenzare positivamente il figlio.

### Termine del governatorato e ultimi anni

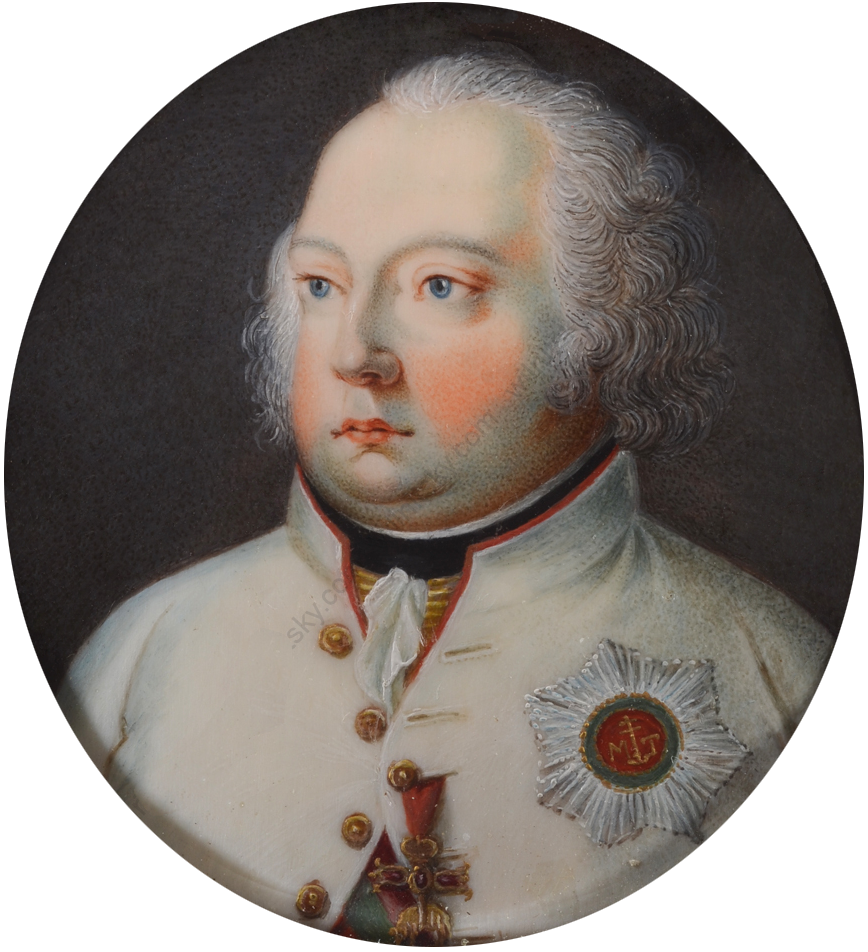
Ferdinando d'Asburgo-Este ritratto da Peter Mayr

Con l'invasione napoleonica della Lombardia, Ferdinando fu costretto a ripiegare alla corte del suocero a Modena, abbandonando la città di Milano alla resistenza delle truppe rimaste, ritirandosi per progettare un grandioso rientro, speranzoso nel contempo in un valido aiuto proveniente da Vienna. Quando anche Modena fu occupata dai Francesi, l'arciduca doovette riparare con la famiglia in Austria.
Con il Trattato di Campoformio del 1797 il duca Ercole III d'Este (suocero come si è detto di Ferdinando), in cambio del ducato di Modena,  ottenne il ducato di Brisgovia e Ortenau, e quando questi morì nel 1803, esso venne ceduto a Ferdinando, il quale divenne anche "duca titolare" (cioè pretendente al titolo) di Modena e Reggio per successione legittima ai sensi della delibera della Dieta Imperiale del 1771. Con la Pace di Presburgo del 1805 Ferdinando cedette il ducato di Brisgovia e Ortenau al Granducato di Baden.

### Morte
Morì nel 1806 a Vienna senza vedersi riconosciuto a tutti gli effetti personalmente il titolo di Duca di Modena e Reggio. Con il Congresso di Vienna, nel 1814/1815, in conformità con il principio di legittimità propugnato da Metternich, Maria Beatrice fu restaurata sul trono ducale di Massa e Carrara e le vennero anche attribuiti in aggiunta i feudi imperiali della Lunigiana non ricostituiti dal Congresso. Sul trono del Ducato di Modena e Reggio, in quanto suo legittimo erede, fu collocato suo figlio Francesco IV d'Asburgo-Este.

## Discendenza
La coppia inaugurò la linea Austria-Este. Ebbe in tutto 10 figli:
- Giuseppe d'Austria-Este (Milano, 1772 - 1772);
- Maria Teresa d'Austria-Este (Milano, 1º novembre 1773 – Ginevra, 29 marzo 1832), che sposò Vittorio Emanuele I di Savoia;
- Giuseppina d'Austria-Este (Milano, 1775 - Milano, 1777);
- Maria Leopoldina d'Austria-Este (Milano, 10 dicembre 1776 – Wasserburg am Inn, 23 giugno 1848), che sposò Carlo Teodoro, elettore di Baviera;
- Francesco IV d'Austria-Este (Milano, 6 ottobre 1779 - Modena, 21 gennaio 1846), che sposò la nipote Maria Beatrice Vittoria di Savoia, figlia della sua già citata sorella Maria Teresa e del re di Sardegna Vittorio Emanuele I;
- Ferdinando Carlo Giuseppe d'Austria-Este (Milano, 25 aprile 1781 – Altmünster, 5 novembre 1850);
- Massimiliano Giuseppe d'Austria-Este (Modena, 14 luglio 1782 – Castello di Ebenzweier, 1º giugno 1863);
- Maria Antonia d'Austria-Este (Milano, 1784 - Milano, 1786);
- Carlo Ambrogio d'Austria-Este (Milano, 2 novembre 1785 – Tata, 2 settembre 1809), primate di Ungheria;
- Maria Ludovica d'Austria-Este (Monza, 15 dicembre 1787 – Verona, 7 aprile 1816), che sposò il cugino Francesco I d'Austria.

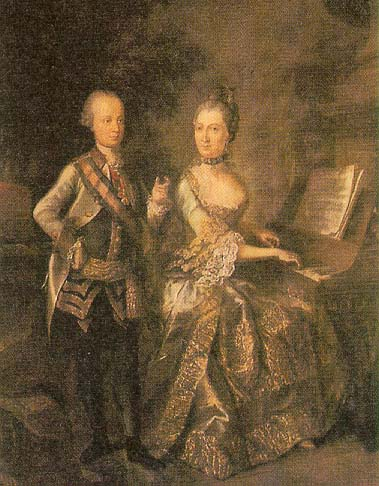
Ferdinando d'Austria e Maria Beatrice d'Este.
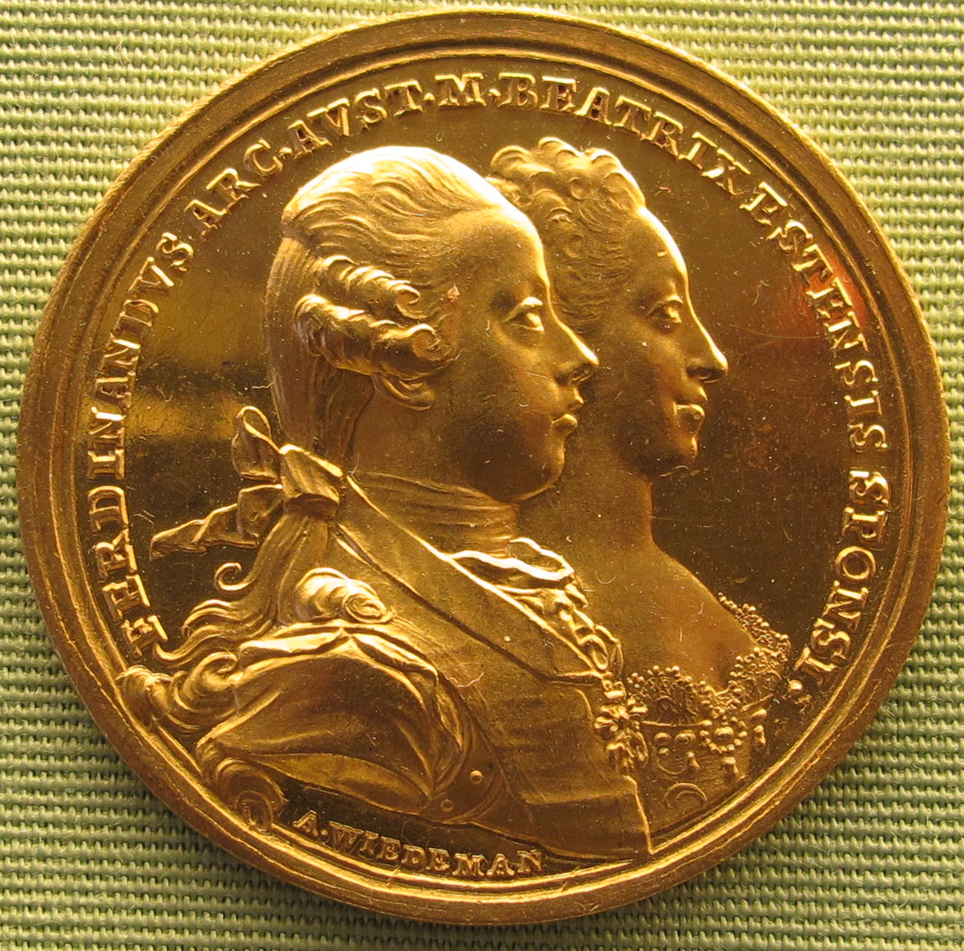
Maria Beatrice d'Este e l'arciduca Ferdinando d'Asburgo-Este su di una medaglia d'oro di Franz Anton Widman, 1771.
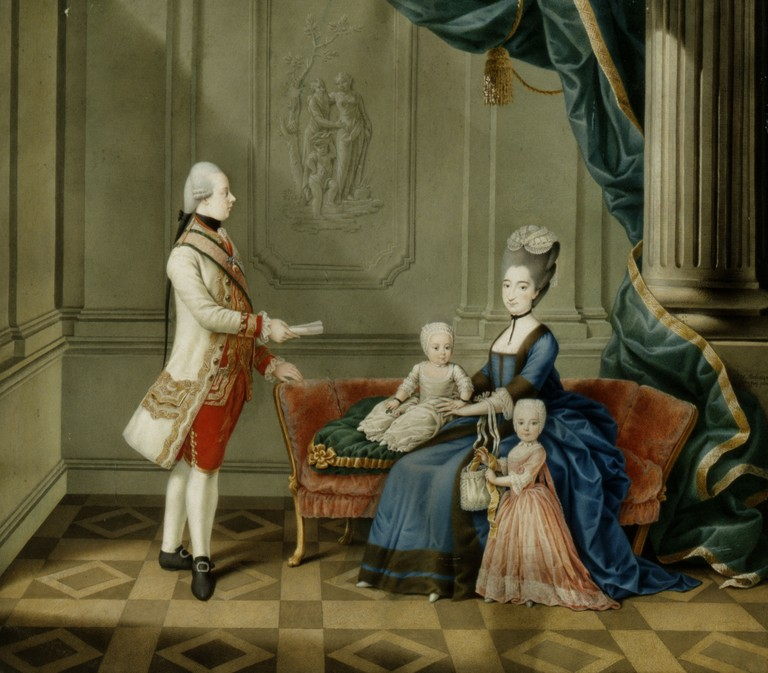
La famiglia dell'arciduca Ferdinando d'Austria di Gaetano Perego.

## Onorificenze

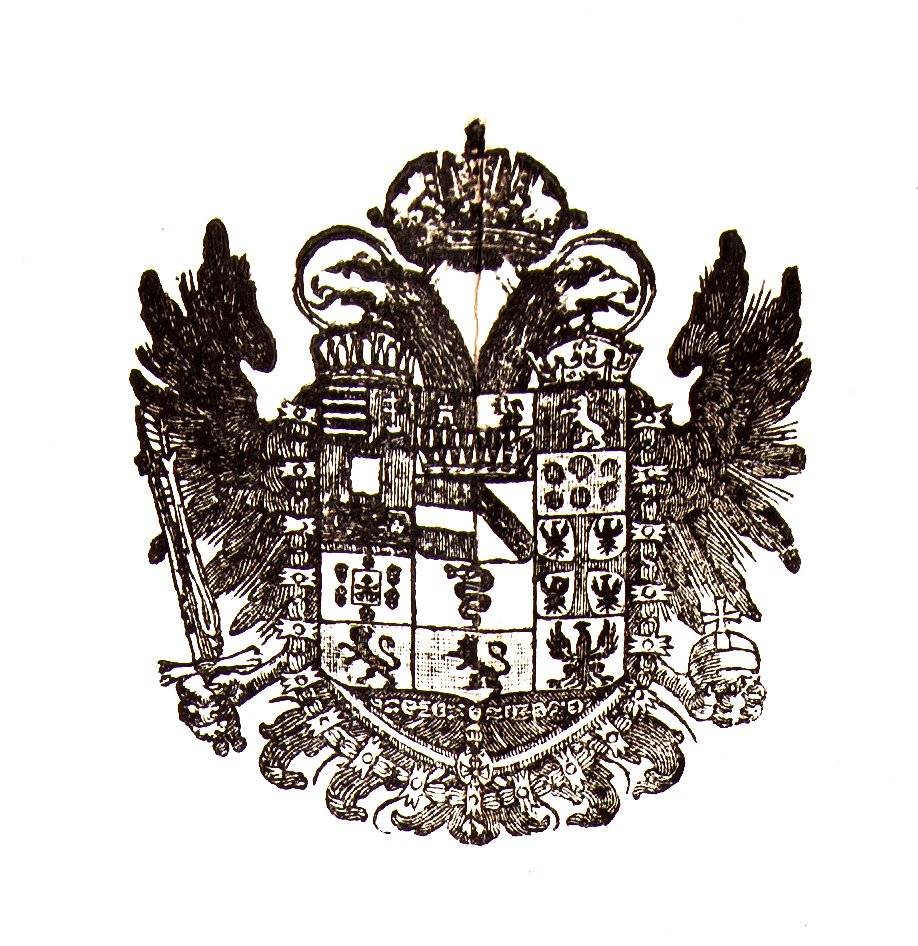
Stemma dell'arciduca Ferdinando, governatore di Milano, Archivio Pietro Pensa

## Ascendenza
|                                               |                      |                                       | Genitori                                                     |  |  | Nonni |  |  | Bisnonni          |  |  | Trisnonni           |  |
|                                               |                      |                                       |                                                              |  |  |       |  |  | Carlo V di Lorena |  |  | Nicola II di Lorena |  |
|                                               |                      |                                       |                                                              |  |  |       |  |  | Carlo V di Lorena |  |  | Nicola II di Lorena |  |
|                                               |                      | Claudia Francesca di Lorena           |                                                              |  |  |       |  |  | Carlo V di Lorena |  |  |                     |  |
| Leopoldo di Lorena                            |                      |                                       |                                                              |  |  |       |  |  | Carlo V di Lorena |  |  |                     |  |
|                                               |                      | Eleonora Maria Giuseppina d'Austria   | Ferdinando III d'Asburgo                                     |  |  |       |  |  |                   |  |  |                     |  |
|                                               |                      | Eleonora Maria Giuseppina d'Austria   | Ferdinando III d'Asburgo                                     |  |  |       |  |  |                   |  |  |                     |  |
|                                               |                      | Eleonora Maria Giuseppina d'Austria   | Eleonora Gonzaga-Nevers                                      |  |  |       |  |  |                   |  |  |                     |  |
| Francesco Stefano di Lorena                   |                      | Eleonora Maria Giuseppina d'Austria   |                                                              |  |  |       |  |  |                   |  |  |                     |  |
|                                               |                      | Filippo I di Borbone-Orléans          | Luigi XIII di Francia                                        |  |  |       |  |  |                   |  |  |                     |  |
|                                               |                      | Filippo I di Borbone-Orléans          | Luigi XIII di Francia                                        |  |  |       |  |  |                   |  |  |                     |  |
|                                               |                      | Filippo I di Borbone-Orléans          | Anna d'Austria                                               |  |  |       |  |  |                   |  |  |                     |  |
| Elisabetta Carlotta di Borbone-Orléans        |                      | Filippo I di Borbone-Orléans          |                                                              |  |  |       |  |  |                   |  |  |                     |  |
|                                               |                      | Elisabetta Carlotta di Baviera        | Carlo I Luigi del Palatinato                                 |  |  |       |  |  |                   |  |  |                     |  |
|                                               |                      | Elisabetta Carlotta di Baviera        | Carlo I Luigi del Palatinato                                 |  |  |       |  |  |                   |  |  |                     |  |
|                                               |                      | Elisabetta Carlotta di Baviera        | Carlotta d'Assia-Kassel                                      |  |  |       |  |  |                   |  |  |                     |  |
| Ferdinando d'Asburgo-Lorena                   |                      | Elisabetta Carlotta di Baviera        |                                                              |  |  |       |  |  |                   |  |  |                     |  |
|                                               | Leopoldo I d'Asburgo | Ferdinando III d'Asburgo              |                                                              |  |  |       |  |  |                   |  |  |                     |  |
|                                               | Leopoldo I d'Asburgo | Ferdinando III d'Asburgo              |                                                              |  |  |       |  |  |                   |  |  |                     |  |
|                                               | Leopoldo I d'Asburgo | Maria Anna di Spagna                  |                                                              |  |  |       |  |  |                   |  |  |                     |  |
| Carlo VI d'Asburgo                            | Leopoldo I d'Asburgo |                                       |                                                              |  |  |       |  |  |                   |  |  |                     |  |
|                                               |                      | Eleonora del Palatinato-Neuburg       | Filippo Guglielmo del Palatinato                             |  |  |       |  |  |                   |  |  |                     |  |
|                                               |                      | Eleonora del Palatinato-Neuburg       | Filippo Guglielmo del Palatinato                             |  |  |       |  |  |                   |  |  |                     |  |
|                                               |                      | Eleonora del Palatinato-Neuburg       | Elisabetta Amalia d'Assia-Darmstadt                          |  |  |       |  |  |                   |  |  |                     |  |
| Maria Teresa d'Asburgo                        |                      | Eleonora del Palatinato-Neuburg       |                                                              |  |  |       |  |  |                   |  |  |                     |  |
|                                               |                      | Luigi Rodolfo di Brunswick-Lüneburg   | Antonio Ulrico di Brunswick-Lüneburg                         |  |  |       |  |  |                   |  |  |                     |  |
|                                               |                      | Luigi Rodolfo di Brunswick-Lüneburg   | Antonio Ulrico di Brunswick-Lüneburg                         |  |  |       |  |  |                   |  |  |                     |  |
|                                               |                      | Luigi Rodolfo di Brunswick-Lüneburg   | Elisabetta Giuliana di Schleswig-Holstein-Sonderburg-Norburg |  |  |       |  |  |                   |  |  |                     |  |
| Elisabetta Cristina di Brunswick-Wolfenbüttel |                      | Luigi Rodolfo di Brunswick-Lüneburg   |                                                              |  |  |       |  |  |                   |  |  |                     |  |
|                                               |                      | Cristina Luisa di Oettingen-Oettingen | Alberto Ernesto I di Oettingen-Oettingen                     |  |  |       |  |  |                   |  |  |                     |  |
|                                               |                      | Cristina Luisa di Oettingen-Oettingen | Alberto Ernesto I di Oettingen-Oettingen                     |  |  |       |  |  |                   |  |  |                     |  |
|                                               |                      | Cristina Luisa di Oettingen-Oettingen | Cristina Federica di Württemberg                             |  |  |       |  |  |                   |  |  |                     |  |
|                                               |                      | Cristina Luisa di Oettingen-Oettingen |                                                              |  |  |       |  |  |                   |  |  |                     |  |